# OCN
OCN er en sydkoreansk kabel-tv-filmkanal, der ejes af CJ ENM. Kanalen blev lanceret i 1995.